# Tragorexia
La Tragorexia es un trastorno del comportamiento alimenticio caracterizado por el aumento dramático de peso. Esta enfermedad se presenta en personas con gran apetito y que comen compulsivamente para mantener su figura, ya que se ven a sí mismos como personas que gozan de una buena figura y de una buena salud, las personas que padecen esta enfermedad ven una distorsión de sí mismos la cual los hace padecer otras enfermedades como la bulimia.
Esta enfermedad no es muy común sin embargo ha habido casos donde las personas que padecen esta enfermedad han llegado al extremo de subir tanto de peso al grado de adquirir enfermedades cardíacas.
- Datos: Q6151518